# Marino Lejarreta
Marino Lejarreta Arrizabalaga, född 14 maj 1957 i Berriz, Biscaya, är en tidigare professionell tävlingscyklist från Spanien. Han var professionell åren 1979–1992 och tog 54 segrar under sin karriär.
Lejarreta vann Vuelta a España 1982. Under sin karriär vann han också fem etapper på det spanska etapploppet. Han vann också Clásica de San Sebastián tre gånger – 1981, 1982 och 1987 – och innehar därmed rekordet i antal segrar i tävlingen. Lejarreta tog sin första professionella seger när han vann Katalonien runt 1980. Han vann samma tävling även 1989.
1987, 1989, 1990 och 1991 avslutade han alla de tre stora Grand Tours under ett och samma år.
Lejarreta arbetade som sportdirektör i O.N.C.E under säsongerna 1995, 1998 samt 2000–2003. Han fortsatte att jobba för samma stall, som fick namnet Liberty Seguros, mellan 2004 och 2006.

## Privatliv
Marino Lejarreta är yngre bror till den tidigare tävlingscyklisten Ismael Lejarreta.

## Meriter
1980
1:a, Katalonien runt
1:a, Escalada a Montjuïc, 1 etapp
3:a, Baskien runt
1981
1:a, Clásica de San Sebastián
1:a, Subida al Naranco
3:a, Baskien runt
1982
1:a,  Vuelta a España
1:a, Clásica de San Sebastián
1:a, Escalada a Montjuïc
5:a, Världsmästerskapen - linjelopp
1983
1:a, Escalada a Montjuïc, 2 etapper
2:a, Vuelta a España, 3 etapper
1:a,  Poängtävlingen
3:a, Baskien runt
1984
4:a, Giro d'Italia, 1 etapp
1985
3:a, Baskien runt
1986
1:a, Vuelta a Burgos
1:a, Subida al Naranco
2:a, Clásica de San Sebastián
5:a, Vuelta a España, 1 etapp
1987 – Orbea
1:a, Clásica de San Sebastián
1:a, Subida a Urkiola
1:a, Vuelta a Burgos, 2 etapper
4:a, Giro d'Italia
10:a, Tour de France
1988
1:a, Subida a Urkiola
1:a, Escalada a Montjuïc
1:a, Vuelta a Burgos, 1 etapp
16:e, Tour de France
1989 – Paternina-Marcos Eguizabal
1:a, Katalonien runt
5:a, Tour de France
10:e, Giro d'Italia
1990 – ONCE
1:a, Escalada a Montjuïc
5:a, Tour de France
1:a, etapp 14
7:a, Giro d'Italia
1991 – ONCE
3:a, Vuelta a España
5:a, Giro d'Italia, 1 etapp

## Stall
- Novostil-Helios 1979
- Teka 1980–1982
- Alfa Lum 1983–1984
- Alpilatte-Cierre 1985
- Seat-Orbea 1986
- Caja Rural 1987–1989
- ONCE 1990–1992